# Paysans, Gros Bonnets et Bombes
Paysans, Gros Bonnets et Bombes (titre original : Bauern, Bonzen und Bomben) est un roman de l'écrivain allemand Hans Fallada, publié en 1931.
Traduit en français par Édith Vincent sous le titre Levée de fourches, il est publié en 1942 par l'éditeur Fernand Sorlot.

## Résumé
Ce roman social, écrit dans un style naturaliste, évoque les révoltes paysannes de Neumunster (Schleswig-Holstein) dans l'Allemagne des années trente marquée par la crise économique.